# История Твери
Тверь имеет богатую историю, восходящую к первой половине XII века.

## Название
Об этимологии названия города существует несколько версий, основные из них — славянская и финно-угорская. Согласно первой, имя города произошло от славянского «твердь» ‘крепость’. По другой версии, город нарекли в честь реки Тверцы, а Тверца в свою очередь является производным от финского слова tiort — ‘быстрый’. Топоним упоминается в Суздальской летописи (по Лаврентьевскому списку, под 6717 (1209) годом и позже) в формах Тьфѣрь, Тфѣрь, Твѣрь. В Новгородской летописи и новгородских грамотах XIV века многократно встречается в форме Тьхвѣрь.Наличие на территории бывших Тверского и Олонецкого уездов местного названия реки и озера Тихвера дает этимологам основание сблизить слово «Тверь» с прибалтийско-финским, дославянским топонимом Tihvera. Помимо этого, название города связывают с польским словом twierdza ‘крепость’ и литовским лит. tvora «ограда», лит. tverti «огорождать» (для сравнения — в Литве древние города Tverai, Tverečius).
В связи с этимологией города тверским историком и археологом П. Д. Малыгиным высказана ещё одна версия происхождения города. Он обращает внимание на то, что не совсем логично называть город, расположенный на берегах Тьмаки и Волги, по имени реки Тверцы, расположенной ниже по течению. В то же время, в Писцовой книге Твери 1626 года на Загородском посаде упоминается некое «глинное городище», которое, вероятно, располагалось напротив устья Тверцы. Потом это название было перенесено на поставленный в устье Тьмаки укреплённый город. Автор обращает внимание, что место предполагаемого «глинного городища» археологически не изучено, что не позволяет на данный момент проверить это предположение.

## Средние века

### XII век: основание и становление города
По археологическим данным, поселение на мысу при впадении Тьмаки в Волгу существовало уже в IX—X веках. Неукрепленное поселение на берегу Волги в Затверечье исчезает к XII веку.
В. С. Борзаковский и В. И. Колосов считали, что Тверь была основана новгородцами в устье Тверцы и левом берегу Волги изначально как торговое поселение, которое, вследствие своего выгодного в торговом отношении положения стало богатеть. В конце XII века это поселение было укреплено владимиро-суздальскими князьями (данная местность входила в Ростово-Суздальской земли уже с начала XII века), так что в начале XIII века Тверь являлась владимиро-суздальской крепостью на новгородско-суздальской границе, причём город был перенесён на правый берег.
Первое косвенное упоминание о Твери содержится в уставной грамоте новгородского князя Всеволода Мстиславича, относящейся к 1135 или 1139 году и содержащей в себе постановления относительно взимания пошлин с «тверских гостей». Официально датой основания города считается 1135 год.
В. А. Кучкин столь раннюю дату основания города отвергает. Анализируя ход суздальско-новгородской войны 1134—1135 годов, он утверждает, что эта война показала полную незащищённость суздальских владений на западе, где укреплённых поселений не было. Княживший в Суздале Юрий Долгорукий приступил тогда к строительству на Верхней Волге ряда городов; первым из них стал Кснятин (Константин), основанный в 1135 году или чуть позже.
В начале 1149 года ситуация на Верхней Волге была уже другой. В это время великий князь киевский Изяслав Мстиславич, действуя в союзе с Ростиславом Смоленским и новгородцами, совершил поход против Юрия Долгорукого. Союзники взяли было шесть суздальских городов на Волге (Мологу, Угличе поле, Кснятин и три неназванных города выше Кснятина, предположительно — Дубну, Шошу и Тверь), но ушли восвояси из-за начавшейся распутицы. Таким образом, время основания Твери падает, по В. А. Кучкину, на промежуток между 1135 и 1149 годом; в письменных источниках нелетописного характера Тверь впервые упоминается в начале 1160-х годов в «Сказании о чудесах Владимирской иконы Божией Матери». Археологические изыскания пока не выявили наличия датируемых концом XII или первой третью XIII века укреплений на поселении, располагавшемся на мысу в месте впадения Тьмаки в Волгу.
В литературе ранее фигурировала ещё одна дата основания Твери: В. Н. Татищев утверждал, что она основана в 1181 году.

### XIII век: расцвет Твери
В летописях Тверь впервые была упомянута под 1208/1209 годом. Берестяные грамоты, найденные 26 марта 1983 года (нижний слой раскопа Кремль-4) и 23 августа 1985 года (около гостиницы «Центральная») на территории Тверского кремля, датируются концом XII — началом XIII веков.
После смерти в 1212 году великого князя владимирского Всеволода Большое Гнездо произошёл распад Владимиро-Суздальского княжества на уделы. Тверь вошла в состав Переяславского княжества — удела Ярослава Всеволодовича.
В 1238 году город был разорён монголо-татарами, однако быстро оправился от разгрома. Воскресенская летопись утверждает, что восстановлением Твери после Батыева разорения руководил сам князь Ярослав Всеволодович, который занял в 1238 году владимирский стол (территория отчины Ярослава — Переяславского княжества — вновь влилась в состав Владимирского великого княжества). В исторической литературе существует гипотеза, что Тверь первоначально располагалась на левом берегу Волги при устье Тверцы и после разорения 1238 года была перенесена на правый берег в устье реки Тьмаки.
После смерти Ярослава Всеволодовича в Каракоруме (1246) произошёл новый раздел территории Владимирского великого княжества. Новый великий князь Святослав Всеволодович в 1247 году выделил, в соответствии с завещанием умершего уделы своим племянникам — семерым сыновьям Ярослава. При этом Александр Ярославич Невский получил Тверь, а Ярослав Ярославич — Переславль. Таким образом, Тверь впервые стала столицей отдельного Тверского княжества. Намечая выделить в удел старшему сыну этот окраинный город, Ярослав Всеволодович, видимо, учитывал, что тверские земли граничили с Новгородской землёй, где тогда княжил Александр.
В 1252 году Александр Невский стал великим князем владимирским, после чего осуществил насильственный обмен: Переяславль взял себе, а своё отчинное Тверское княжество отдал брату Ярославу Ярославичу — родоначальнику тверской княжеской династии.
Историческим ядром древней Твери был Тверской Кремль. Географическое положение Твери на важном торговом пути, связывавшем Новгород с Северо-восточной Русью, и сравнительная удалённость от Орды способствовали притоку в край населения из других русских земель. Город быстро рос. В 1265 году Тверь стала центром епархии. Росту города не смогли помешать даже опустошительные пожары 1276 и 1282 годов, характерные для деревянных древнерусских городов.
Рост города объясняется прежде всего тем, что изменилась политическая роль Твери. В 1264 году тверской князь Ярослав стал великим князем владимирским, однако остался жить в Твери. В 1276 году город почти весь выгорел из-за пожара, это повторилось в 1295. В 1298 году сгорел княжеский двор. При преемнике Ярослава его сыне князе Михаиле Ярославиче в Твери впервые на Руси после 50-летнего перерыва возобновились летописание и каменное строительство. Построены каменная Трёхглавая Успенская церковь в Отроче монастыре и Спасо-Преображенский собор (1286). Наряду с кремлём росли посады тверские, заселённые главным образом ремесленниками.
Свидетельством возросшей мощи Твери стал тот факт, что в 1293 году монголо-татарский полководец Дюдень не решился штурмовать город.

### XIV век: противостояние с Москвой и борьба с Ордой
Переход владимирского великокняжеского стола в 1305 году к Михаилу Ярославичу Тверскому свидетельствовал о том, что к тому времени Тверь стала столицей самого могущественного княжества в Северо-Восточной Руси. Тверские князья, ведя борьбу с Ордой и за великое княжение Владимирское, неустанно укрепляли город. В конце XIII — первой трети XIV века Тверь была крупнейшим центром национально-освободительной борьбы русского народа против ордынского ига. Выступая с конца XIII века активным противником Орды, Тверь вплоть до второй половины XV века подвергалась неоднократным ударам монголо-татар и Московского княжества.
1311—1334 годами датируются берестяные грамоты № 3–5, найденные в 1996 году на раскопе Тверской кремль-11 (горизонты 6а-7).
Антиордынская политика тверских князей способствовала росту политического авторитета Твери. Жители Твери одними из первых поднялись на вооружённую борьбу против Орды: в 1317 году они разбили войско татарского военачальника Кавгадыя и московского князя Юрия в битве у деревни Бортенево (Бортеневская битва).
В том же 1317 году князь Михаил Ярославич заложил в городе большой кремль. В 1323—1325 годах была сооружена каменная церковь Фёдора в устье Тьмаки. В 1320 княжна Анна женила своего старшего сына Дмитрия на Марии, дочери великого князя литовского Гедимина. С этого времени установились связи Твери с Литвой, которые не прекращались вплоть до 1485 года.
В Твери созданы выдающиеся произведения древнерусской литературы: «Повесть о Михаиле Ярославиче Тверском» игумена Александра, «Слово похвальное тверскому князю Борису Александровичу» инока Фомы, «Повесть о Михаиле Александровиче» и др. В Твери сложилась своя оригинальная художественная школа: развивались зодчество, иконописание, переписывание книг, ювелирное и декоративно-прикладное искусство, чеканилась своя монета. Тверские купцы торговали в Смоленске, Киеве, Витебске, Дорогобуже, Вязьме, Полоцке, Вильне и др. На территории Затьмацкого посада находился татарский гостиный двор. Высокого уровня развития достигло тверское ремесло, особенно обработка металлов (в XIV веке замки тверской работы продавались в Чехии).
В 1327 году в Твери вспыхнуло мощное антиордынское восстание. С помощью московского князя Ивана Калиты оно было жестоко подавлено, Тверь разорена. Этот разгром явился началом упадка политического влияния Твери.
В XIV веке в обстановке непрекращающейся борьбы с Москвой тверские князья продолжали укреплять город: в 1372 году был вырыт ров и насыпан вал от Волги до Тьмаки (в 1375 году московский князь Дмитрий Иванович с большим войском не смог взять Тверь). Большие строительные работы велись в Твери в 1387, 1395, 1413 и 1446—1447 годах (как правило, они были связаны с обострением политической обстановки и угрозой со стороны Москвы).
В этой борьбе Тверь постепенно утрачивала первенствующее положение среди княжеств Северо-Восточной Руси. Роль объединителя русских земель закрепилась за Москвой. Напряжённая борьба подрывала силы Твери, однако и в XIV—XV веках она оставалась крупным торгово-ремесленным и культурным центром, одним из наиболее развитых русских городов.

### XV век
В первой половине XV века при Борисе Александровиче Тверь пережила последний взлёт своего могущества как центр самостоятельного княжества. Развернулось обширное строительство. В кремле сооружены каменный княжеский дворец, второй по времени после Боголюбского в Северо-Восточной Руси, каменная соборная колокольня (1407), каменные церкви Ивана Милостивого (1420), Бориса и Глеба (1438), Михаила-Архангела (1455), каменные храмы в Фёдоровском и Желтиковом монастырях. В 1430 году построен мост через речку Тьмаку. В 1449 году случился сильный пожар, сгорели в том числе стены и княжеский двор.
Экономический подъём города сопровождался обширными торговыми связями и дипломатической активностью: путешествие Афанасия Никитина, участие посла тверского князя Фомы во Флорентийском соборе. В 1452 году дочь тверского князя Бориса Тверского Мария(1442—1467) вышла замуж за Ивана Васильевича (будущего московского царя Ивана III), сына московского князя Василия II. В 1471, 1477 годы войска княжества  участвовали в общерусских походах на Новгородскую республику, и в Стоянии на Угре 1480 года против хана Ахмата.
Однако неудачный военно-политический альянс тверских правителей с Великим княжеством Литовским и Новгородской республикой против Московского княжества привел к трагическим событиям. В сентябре 1485 году после трехдневной осады войска Ивана III заняли Тверь без штурма. Князь Михаил Борисович бежал в дружественную Литву, где остался жить. Иван III въехал на коне в город, посетив Спасо-Преображенский собор. Вскоре он объявил, что Тверское великое княжество упраздняется. Тверское княжество прекратило самостоятельное политическое существование и вошло в состав складывавшегося Русского централизованного государства, оно становится уделом сына Ивана III.

### XVI век
В XVI веке в тверском Отроч-монастыре в заключении пребывали два известных религиозных и общественных деятеля. В 1531—1551 годах здесь содержался Максим Грек, а в 1568 году сюда был сослан московский митрополит Филипп, попавший по навету в опалу у Ивана Грозного. Годом позже царь проезжал через Тверь по дороге в Великий Новгород, и, остановившись в городе, просил у узника благословения и возвращения на престол, в чём Филипп Ивану Грозному отказал. После этого, согласно житию святителя Филиппа, Малюта Скуратов задушил узника подушкой. Несмотря на неоспариваемый факт гибели митрополита Филиппа в Отроч-монастыре в этот период, прямые исторические свидетельства об этом событии отсутствуют. 
В 1565 году, после того как Иван Грозный разделил Русское государство на опричнину и земщину, город вошёл в состав последней. В 1569 году Тверь была разорена войском Ивана Грозного. В XVI веке была построена старейшая из сохранившихся до нашего времени церквей города — Троицкая церковь за Тьмакой, известная как «Белая Троица».

### XVII век
В 1612 году Тверь была полностью разорена польско-литовскими войсками. В 1629 году в городе было 11 заброшенных церквей и монастырей и 1450 пустых домов. Если в начале века в городе жило около 10 000 человек, то в 1626 году город пришёл в запустение, а к 1685 году в нём было около 4500 жителей. Восстановление города шло медленно, только к концу века город восстановил свой ремесленный и торговый потенциал. Во второй половине XVII века в кремле был построен комплекс Архиерейского двора, каменная Владимирская башня кремля, Гостиный двор с торговыми рядами, Спасо-Преображенский собор.

## Новое время

### XVIII век
В XVIII столетии, после основания Петербурга, Тверь стала важным коммуникационным пунктом между двумя столицами.
В 1701 году по приказу Петра I в Твери был построен наплавной мост на плотах, который просуществовал до 1900 года. При Петре I в Твери были построены новые деревоземляные бастионы на месте старых деревянных стен кремля. К 1709 году было завершено строительство Вышневолоцкой водной системы, соединившей Волгу через Тверцу, Мсту, Волхов, Ладогу и Неву с Балтийским морем.
В XVIII веке Тверь бурно развивалась, в городе были сооружены Вознесенская церковь, Воскресенская церковь в Заволжье, Успенская церковь в Отроч-монастыре, Екатеринская церковь в Затверечье, а также множество гражданских построек, многие из которых сохранились до наших дней. Старейшей из них принято считать дом купца Арефьева в Заволжье, в котором сейчас расположен Музей тверского быта.
В 1763 году пожар уничтожил центральную часть Твери, а десятью годами позже выгорела Заволжская сторона. По повелению Екатерины II была создана целая «архитекторская команда» под руководством П. Р. Никитина, в которую так же входили архитекторы М. Ф. Казаков, А. В. Квасов и В. С. Обухов, целью которой было перестроить центр Твери в камне согласно регулярной планировке. На территории кремля и соседнего Загородского посада возвели Путевой дворец, ансамбли Восьмиугольной площади, набережной реки Волги, Вознесенской и других центральных улиц. Главными особенностями этой планировки стали длинная осевая Миллионная улица (ныне Советская), названная так, поскольку на строительство каменных домов в центре города был отпущен миллион рублей из царской казны, а также «версальский трезубец», трёхлучевая композиция улиц, сходящихся в одной точке, созданная по образцу аналогичного градостроительного приёма в Петербурге.
В 1764—1766 годах была возведена главная достопримечательность Твери — Путевой дворец императрицы Екатерины. Дворец был построен в стиле классицизм с элементами барокко по проекту М. Ф. Казакова, в это же время между Путевым дворцом и Волгой был разбит городской сад. Дворец предназначался для отдыха членов императорской семьи по пути из Петербурга в Москву, откуда и получил своё название.
В 70-х годах XVIII века были перестроены районы Заволжья, Затверечья и Затьмачья.
В конце века Тверь стала крупным промышленным городом. Множество мелких предприятий поставляло в другие города пряжу, полотна, масло, свечи, воск, кожи и другие товары.
В 1782 г. купцами в Твери числились: Волковы, Горицкие, Поповы, Янковские, Тюльпины, Морозовы, Соболевы, Козины, Кочеровы, Уединовы, Кобелевы, Сапуновы, Волынские, Митюрёвы, Бураковы, Щукины, Елины, Аваевы, Селины, Сусловы, Нечаевы, Арефьевы, Пироговы, Черницыны, Светогоровы, Королёвы, Томилины, Гречухины, Уткины, Барсуковы, Прасоловы, Кириловы, Култепины, Зубчаниновы, Кобылины, Шеломовы, Солодовниковы, Ворошиловы, Черепягины, Вагины, Волочаниновы, Долговы, Кафтановы, Богдановы, Решетовы, Воротильницыны, Капустины, Кармановы, Клеянкины, Каняевы, Баженовы, Опурины, Жижины, Подсыпанины, Пешехоновы, Шуваевы, Ловягины, Слепневы, Болотниковы, Змеихины, Корелы, Коровины, Пряжниковы, Замятнины, Корещиковы, Алмазниковы, Ненасьины, Курицыны, Протопоповы, Куровы, Малицкие, Назаровы-Шуткины, Никифоровы, Тырымовы, Селезнёвы, Шамины, Борцовы, Погуткины, Родионовы, Дурынины, Каталымовы, Тятяевы, Косовы, Монины, Мошнины, Блохины, Александровы, Кузнецовы, Наумовы. Численность мещан в 1782 г. составляла 2789 чел.

### XIX век
В 1809 году в Твери был создан Комитет по благоустройству города, в котором работал известный столичный архитектор К. И. Росси. По его проектам были построены Христорождественский собор, жилые дома на набережной и в центре города (в общей сложности 30 зданий). Им же был перестроен Путевой дворец. В это время здесь жила сестра Александра I, Екатерина Павловна, бывшая замужем за тверским губернатором, которая превратила дворец в один из центров светской жизни страны и модный литературный салон, где собиралось высшее общество Твери и куда приезжали многие выдающиеся люди из Москвы и Петербурга. Н. М. Карамзин читал здесь императору Александру отрывки из своей «Истории». Во дворце принимали персидского принца Хозрев-Мирзу, приехавшего извиняться за убийство А. С. Грибоедова, встречали прусского короля Фридриха-Вильгельма III. Дополнительные покои для себя и своей семьи обустроил в Тверском дворце Александр II.
Во второй четверти XIX века по проектам архитектора И. Ф. Львова были возведены Вознесенская церковь, дом Дворянского собрания (сейчас Дом офицеров), ансамбль административных зданий на Восьмиугольной (ныне Ленина) площади и другие гражданские здания.
В 1839 году в городе начали выходить «Тверские губернские ведомости». В 1860-х годах были открыты публичная библиотека и музей (сегодня Тверской объединенный историко-архитектурный и литературный музей).
В 1851 году началось движение по Николаевской железной дороге, соединившей Тверь с Петербургом и Москвой.
Во второй половине XIX века в Твери открываются пароходное общество, ткацкая мануфактура, мануфактура бумажных изделий, механический завод по изготовлению деталей к текстильным машинам, лесопильные заводы и другие предприятия. Только за 1850—1860 годы в городе Твери возникли три текстильные фабрики.
При Александре II в Твери были открыты различные училища и школы: духовная семинария, женская учительская школа, женское епархиальное училище, женское коммерческое училище и др.
В 1860 году должность тверского вице-губернатора занял известный писатель Салтыков-Щедрин.
Во второй половине XIX века в городе строятся гостиницы, культовые учреждения, казармы для рабочих и дома для служащих Морозовской и Рождественской мануфактур, а также Народный театр, почта, банк.
В 1893 году в городе установили первые телефоны, а в 1898 году была сооружена междугородная телефонная станция. 
В 1895 году на улицах города появился первый автомобиль.
В 1900 году в городе наконец был возведён постоянный мост через Волгу по проекту чешского инженера Л. Машека.

## Новейшая история

### XX век
В 1901 году в Твери был пущен электрический трамвай и начато освещение улиц, в 1904 году открылся кинематограф, в 1910 году в Тверь впервые прилетел самолёт.
С 1902 года началась революционная деятельность в Твери, создается Тверской комитет РСДРП.
Во время Первой мировой войны в Тверь из Риги были эвакуированы из Русско-Балтийский вагоностроительный завод и авиапарк.
В 1916 году М. А. Бонч-Бруевич изготовил в Твери для местной мощной радиостанции первую отечественную радиолампу (для связи с Европой во время войны).
После февральской революции 1917 года в Твери был организован Временный исполком общественных организаций, проработавший до октября 1917 года.
Во время Гражданской войны и до её окончания были остановлены многие предприятия, что отрицательно повлияло на экономическое развитие города. Тем не менее, сразу после окончания войны Тверь стала быстро восстанавливаться. Широкое распространение в Твери получило ударничество, коммунистические субботники .
С 1919 года в Твери были переименованы все центральные улицы и площади, началась борьба с церковью и изъятие церковных ценностей. В 1920—1930-х годах были закрыты и разрушены десятки церквей, которые являлись памятниками архитектуры XVII—XIX веков. В том числе, в 1935 году был взорван кафедральный Спасо-Преображенский собор.
20 ноября 1931 года Тверь была переименована в Калинин в честь уроженца Тверской губернии М. И. Калинина.
В ходе Великой Отечественной войны 14 октября 1941 года город был захвачен частями 27-го армейского и 41-го моторизованного корпусов 3-й танковой группы группы армий «Центр». В ходе Калининской оборонительной операции дальнейшее продвижение противника было задержано, а на северо-западном направлении (в тыл Северо-Западному фронту) было остановлено совсем, особую роль при этом сыграла 8-я танковая бригада. Около двух месяцев город находился под немецкой оккупацией. 6 декабря в ходе Калининской наступательной операции Калининский фронт перешел в контрнаступление и уже 16 декабря город Калинин был освобождён частями 29-й и 31-й армий Калининского фронта. Потери Красной Армии составили более 20 тысяч человек убитыми. В ходе оккупации и тяжелых боёв город серьёзно пострадал, было разрушено более половины жилых домов, около семидесяти предприятий.
В 1950-х годах в городе были построены драматический театр, Дворец культуры, Библиотека имени М. Горького, второй мост. В качестве пролётов этого моста были использованы разобранные элементы моста лейтенанта Шмидта из Ленинграда.
Во второй половине XX века в Калинине были открыты завод электроаппаратуры, комбинат химического волокна («Химволокно»), завод силикатного кирпича («Тверской комбинат строительных материалов № 2»), полиграфический комбинат детской литературы, шёлкоткацкая фабрика, мясокомбинат, фармацевтическая фабрика, завод стеклопластиков и стекловолокна и др. Калинин стал не только крупным промышленным городом, но и важным транспортным узлом. В 1961 году здесь были открыты речной порт, окружная автострада, соединившая автодороги на Москву, Ленинград, Ржев и Волоколамск.
4 февраля 1971 года город награждён орденом Трудового Красного Знамени за успехи в выполнении пятилетнего плана по развитию промышленного производства.
В 1975 году в районе Ленинградской заставы протянули дюкер (тоннель под дном) через Волгу длиной 340 метров и диаметром три метра. По трубам в тоннеле горячая вода идёт из Заволжского района на правобережье Волги в Центральный район.
17 июля 1990 года на основании указа Президиума Верховного Совета РСФСР городу были возвращены его историческое имя и герб.
В 1991 году утвержден седьмой по счёту, действующий до настоящего времени, Генеральный план города.

### XXI век
4 ноября 2011 года Твери было присвоено почётное звание «Город воинской славы».